# 小行星6721
小行星6721（英語：6721）是一颗围绕太阳公转的小行星。1990年11月10日，浦田武在清水町发现了此天体。
这颗小行星的绝对星等为272.9663359304214等。